# Yoni Goodman
Yoni Goodman (în ebraică יוני גודמן; n. 1976) este un artist animator israelian.

## Biografie
Goodman și-a început cariera ca ilustrator și designer graficși a lucrat pentru două dintre cele mai importante ziare din Israel, Maariv și Haaretz. A studiat în perioada 1998-2002 la Facultatea de Comunicare Vizuală a Academiei de Arte și Design „Bezalel” din Ierusalim, specializându-se în domeniul animației. După absolvirea studiilor, Yoni a lucrat ca animator și ilustrator independent, realizând reclame, scurtmetraje și clipuri și predând cursuri de animație la Academia de Arte și Design „Bezalel”.
În anul 2004 Yoni Goodman a lucrat ca regizor de animație pentru seria de documentare The material that love is made of a lui Ari Folman. Colaborarea lui Folman și Goodman a continuat, iar Yoni a lucrat ca regizor de animație la Vals cu Bashir, filmul multimpremiat al lui Ari Folman. Goodman a dezvoltat, de asemenea, tehnica Adobe Flash Cutout pentru acest film.
În 2009 a realizat mai multe scurtmetraje pentru organizațiile pentru apărarea drepturile omului, în special scurtmetrajul Closed Zone, care protesta împotriva Blocadei din Fâșia Gaza. În aceeași perioadă Yoni a lucrat, de asemenea, ca regizor de animație la scurtmetrajul The Gift, regizat de Ari Mark.
În 2011, Yoni și-a început activitatea ca regizor de animație al lungmetrajului The Congress (2013) al lui Folman, inspirat dintr-un roman a lui Stanislaw Lem.
El a colaborat, de asemenea, la un proiect Global Health Media despre educarea populației în domeniul sănătății, în special cu privire la:
- holeră
- ebola
- coronavirus

Yoni Goodman locuiește în prezent în Israel cu soția și cu cei 3 copii ai lor.

## Filmografie
- Vals cu Bashir (2008, regizor de animație)
- Closed Zone (2009, regizor)
- The Gift (scurtmetraj, 2010, animator)
- The Story of Cholera (scurtmetraj, 2011, regizor)
- The Congress (2013)
- Unde este Anne Frank? (2021)
- The Story of Ebola
- The Story of Coronavirus

## Premii
Premii obținute
- Festivalul de Film de la San Antonio - Premiul pentru cel mai bun scurtmetraj animat - Zona închisă (2010)
- Cinema Eye Honors - Premiul pentru cea mai bună animație - Vals cu Bashir (2008)

Nominalizări
- Premiile Ophir - Premiul pentru cea mai bună imagine - Vals cu Bashir (2008)
- Premiile Societății de Efecte Vizuale - Premiul pentru animație remarcabilă într-un film animat - Vals cu Bashir (2008)
- Festivalul de Film de la Norwich - Selecția oficială - Zona închisă (2009)[7]